# Phylloscopus hainanus
El mosquitero de Hainan (Phylloscopus hainanus) es una especie de ave paseriforme de la familia Phylloscopidae endémica de la isla de Hainan.

## Distribución
Se encuentra únicamente en los bosques húmedos subtropicales de la isla de Hainan, en el sur de China. Se encuentra amenazado por la pérdida de hábitat.